# Rifugio Nuvolau
Das Rifugio Nuvolau (deutsch Nuvolau-Hütte) ist eine Schutzhütte der Sektion Cortina d’Ampezzo des Club Alpino Italiano (CAI) in der Nuvolaugruppe in der Provinz Belluno. Die in der Regel von Mitte Juni bis Mitte September geöffnete Hütte verfügt über 24 Schlafplätze.

## Lage
Die Schutzhütte liegt am Gipfel des Monte Nuvolau auf 2575 m s.l.m. im Gemeindegebiet von Cortina d’Ampezzo in sehr aussichtsreicher Lage. Am Rifugio Nuvolau führt der Dolomiten-Höhenweg 1 vorbei. Aufgrund der Lage muss sämtliches Wasser mit der Materialseilbahn vom Rifugio Cinque Torri zur Hütte transportiert werden, weshalb auf der Hütte auch im sanitären Bereich mit Wasser gespart werden muss.

## Geschichte
Die erste Hütte auf dem Monte Nuvolau wurde 1883 von der Sektion Ampezzo des DuOeAV eröffnet. Sie war damit nach der ein Jahr zuvor eröffneten Dreizinnenhütte die zweite bewirtschaftete Hütte in den östlichen Dolomiten. Der Bau wurde durch die großzügige Spende des aus Sachsen stammenden Richard von Meerheimb möglich, der 1881 in Cortina d’Ampezzo von einer schweren Lungenkrankheit genesen war und zum Dank der Sektion Ampezzo des DuOeAV das Geld für den Bau einer Schutzhütte spendete. Zu Ehren des noblen Spenders wurde die Hütte Sachsendankhütte benannt.

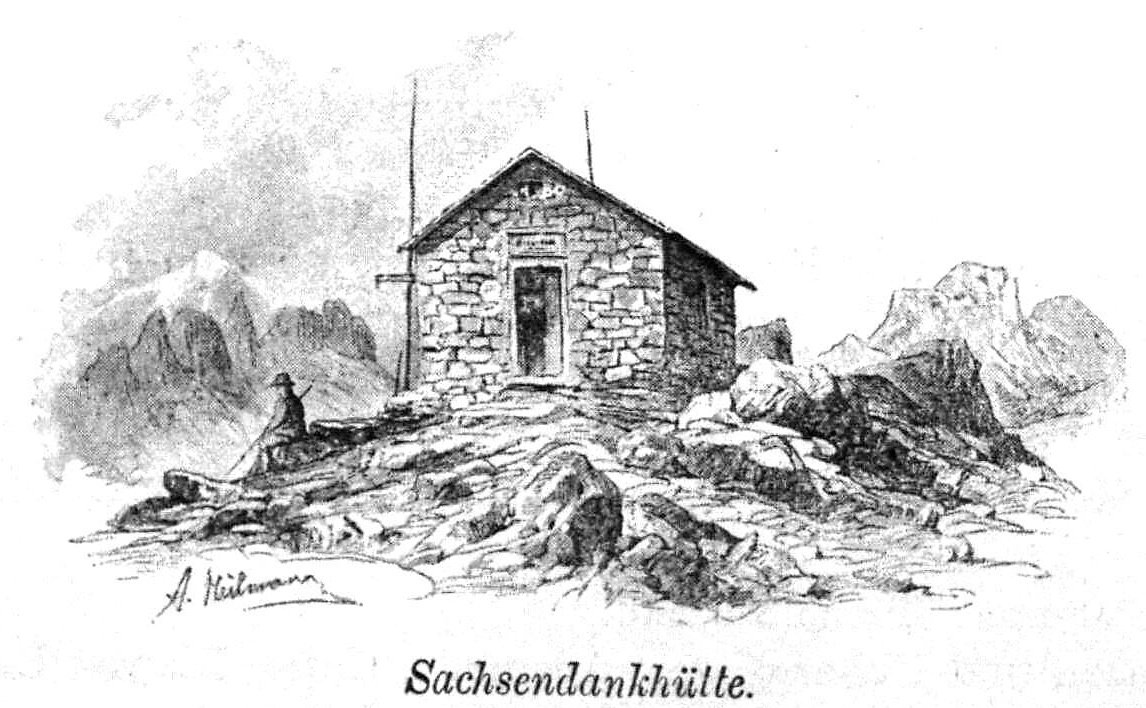
Erste Sachsendankhütte (1894)

Die Hütte war zunächst unbewirtschaftet. 1896 wurde die einfache einstöckige Hütte durch einen größeren zweistöckigen Bau ersetzt. 1906 fand sich schließlich ein Hüttenwirt ein, der die Hütte bewirtschaftete. Nach dem italienischen Kriegseintritt im Mai 1915 in den Ersten Weltkrieg diente sie als Unterkunft für einen italienischen Artilleriebeobachter, was der österreichisch-ungarischen Armee nicht verborgen blieb. Da man aber zu Beginn des Krieges mit Italien nicht über entsprechende weitreichende Geschütze in der Nähe verfügte, musste man erst die Ankunft des Deutschen Alpenkorps abwarten, bevor man die Hütte unter Beschuss nehmen konnte und sie dabei schwer beschädigte.
Nach dem Krieg wurde die Hütte dem DuOeAV enteignet und der Sektion Cortina d’Ampezzo des CAI anvertraut, die die Hütte zwischen 1928 und 1929 wieder aufbaute und 1930 als Rifugio Nuvolau neu eröffnete. In der Folge wurde das Rifugio mehrmals erweitert und modernisiert.

## Zugänge und Nachbarhütten
- Vom Rifugio Averau, 2413 m ⊙ auf Weg 439 in 30 Minuten
- Vom Passo di Giau, 2236 m ⊙ auf Weg 443, 439 in 1 Stunde 45 Minuten
- Vom Rifugio Scoiattoli, 2255 m ⊙ auf Weg 439 in 1 Stunde
- Vom Passo di Falzarego, 2105 m ⊙ auf Weg 441, 439 in 2 Stunden
- Vom Rifugio Fedare, 2000 m ⊙ auf Weg 464, 439 in 1 ½ Stunden
- Zum Rifugio Cinque Torri, 2137 m ⊙ auf Weg 439 in 45 Minuten